# 日宝化学
日宝化学株式会社（にっぽうかがく）は、東京都中央区に本社を置く日本の化学品メーカーである。南関東ガス田から鹹水を採取し、ヨウ素を生産することを目的に設立された。日本触媒が84.4%の株式を所有している。

## 製品
- ヨウ素化合物[3]
- 臭素化合物
- シアノ化合物
- 芳香族アミン化合物